# 벨프
벨프(Belp)는 스위스 베른주 베른-미텔란트구에 있는 자치체이다. 베른의 벨프 공항에서 가깝다. 벨프베르크 지자체는 2012년 1월 1일 벨프 지자체로 합병되었다.

## 역사
벨프는 1263년에 Belpo로 처음 언급되었다.
흩어져 있는 신석기 시대 유물은 벨프 지역이 선사 시대에 거주했음을 나타낸다. 청동기 시대 묘지와 라텐 시대 유물은 로마 침략 이전에 현대 벨프 근처에 마을이 있었음을 보여준다. 로마제국 이 멸망한 후 이 지역은 사람이 살지 않았을 수도 있지만, 중세 후기에는 이곳에 마을과 목조성이 있었다. 훈치겐 다리에서 북서쪽으로 약 700m 떨어진 곳에 위치한 파흐후벨성에 대해서는 알려진 바가 거의 없으며, 결국 완전히 철거되었다.
벨프베르크의 북쪽 경사면에 있는 호흐베르크성은 벨프-몬텐나흐의 남작의 조상 자리였다. 1135년경에 지어져 현재는 유적만 남아 있다. 12세기와 13세기 동안 가족은 벨프에서 이웃 마을까지 권한을 확장했다. 1277년에 그들은 모든 영지와 마을을 포함하는 벨프의 헤르샤프트를 만들었다. 그들의 세력 확장은 성장하는 도시 국가 베른과 갈등을 일으키고 1298년 베른은 벨프를 공격했다. 1298년 도너뷜 전투에서 베른은 성을 파괴했다. 8년 후인 1306년에 그들은 벨프-몬테나흐의 남작에게 강제로 베른 시민이 되게 하고 독립을 포기하게 했다. 횔처네스성(Hölzernes Schloss) 또는 목조성은 1327년에 남작이 벨프 마을에 건설했다. 14세기 후반에 벨프-몽테나흐 가문의 남성 가계는 죽고 벨프와 그 주변의 땅은 베른의 귀족 가문에 의해 인수되었다. 다음 세기 동안 벨프는 여러 귀족 가문을 거쳤다. 1550-54년에 폰 루테르나우(von Luternau) 가문은 나무 성 건너편 마을에 옛성을 지었다. 옛성은 16세기와 17세기 동안 헤르샤프트의 행정 중심지였다.
18세기에 이르러 부유한 베른 가문은 도시의 소음과 혼잡함을 피하기 위해 벨프로 이주하기 시작했다. 1735년 빅터 피셔는 성장하는 도시 위에 Oberried Estate를 지었다. 이 부동산은 1740년 역사가 알렉산더 루드비크 폰 바텐빌(Alexander Ludwig von Wattenwyl)을 위해 지어진 루비겐 거리의 노이에스성(Neues Schloss)로 이어졌다. 린데네그 맨션은 1800년에 지어졌다.
목조성은 1783년에 철거되었다. 1721년에 폰 바텐빌 가문이 헤르샤프트를 인수했으며, 1798년 프랑스의 침공과 헬베티아 공화국의 창설이 오래된 귀족 질서를 폐지할 때까지 지배했다. 1810년에 베른주는 카를 폰 바텐빌로부터 성을 구입하여, 새로 생성된 세프티겐(Seftigen) 지구의 중심으로 사용했다.
성 베드로와 바울의 마을 교회는 1228년에 처음 언급되었다. 아마도 벨프의 남작에 의해 설립되었을 것이다. 1334년 인터라켄 수도원은 교회에 대한 후원권을 받았다. 1528년 베른은 종교 개혁의 새로운 신앙을 받아들였고 벨프는 개종했다. 베른이 인터라켄 수도원을 강제로 세속화한 후 후원권은 베른으로 넘어갔다.
1829-31년의 아레강 수정과 1855-60년의 귀르베강 수정은 새로운 농지를 여는 데 도움이 되었고 지자체의 파괴적인 홍수를 방지했다. 강 페리는 1836년에 훈치겐 또는 아우구스트 다리로 대체되었다. 1883년에 더 큰 쉬첸파흐 다리로 대체되었으며, 현재는 지붕이 덮인 보행자 다리이다. 산업혁명은 1844년 마을에 천 공장이 들어서면서 벨프에 이르렀다. 공장은 1974년까지 운영되었다. 1928-1929년에는 벨무스 공항이 도시 외곽에 문을 열었다. 그것은 결국 베른-벨프 지역 공항으로 성장했다. 오늘날 인구의 거의 2/3가 지자체 외부의 일자리로 통근하고 벨프의 일자리 중 약 2/3가 서비스 부문에 있다.

## 지리
합병 전 벨프의 면적은 2009년 기준으로 17.59k㎡였다. 2012년 합병 후 벨프의 면적은 23.26k㎡이다. 2012년 기준으로 총 13.38k㎡ (57.4%)가 농업 목적으로 사용되는 반면 6.04k㎡ (25.9%)가 산림으로 사용된다. 나머지 지자체는 3.31k㎡ (14.2%)가 정착(건물 또는 도로), 0.49k㎡ (2.1%)가 강 또는 호수이고 0.05k㎡ (0.2%)는 불모지이다.
같은 해 주택과 건물이 7.3%, 교통 인프라가 4.9%를 차지했다. 총 토지 면적의 총 24.6%는 삼림이 무성하고 1.4%는 과수원이나 작은 나무 군락으로 덮여 있다. 농경지 중 39.1%는 작물 재배에 사용되며 17.3%는 목초지로, 1.1%는 과수원이나 덩굴 작물에 사용된다. 지자체의 물 중 0.3%는 호수에, 1.8%는 강과 시내에 있다.
지자체는 귀르베탈의 입구와 아레강의 왼쪽 제방에 있다. 여기에는 벨프 마을, 파이바이데, 하이테른과 호프마트의 작은 마을이 포함된다. 최근 몇 년 동안 아인셀(1956-75), 몬테나흐(1960년대), 샤프마트(1970년대), 휘너후벨(1980)을 포함하여 다수의 새로운 개발이 이루어졌다. 본당에는 벨프, 벨프베르크 및 토펜이 있다. 베른-벨프 지역 공항이 있는 곳이다.
2012년 1월 1일, 이전 벨프베르크 지자체는 벨프 지자체로 합병되었다.
2009년 12월 31일에 지자체의 이전 구역인 암츠베치르크 Seftigen이 해산되었다. 다음 날 2010년 1월 1일에 새로 설립된 베른-미텔란트구에 합류했다.

### 기후
1981년과 2010년 사이 벨프는 연간 평균 127.9일의 비나 눈이 내렸고 평균강수량은 1,143mm였다. 가장 습한 달은 5월로 이 기간 동안 벨프는 평균 123mm의 비나 눈이 내렸다. 이달 동안 평균 강수일은 12.8일이었다. 일년 중 가장 건조한 달은 2월로 9.6일 동안 평균강수량이 66mm였다.

## 인구통계

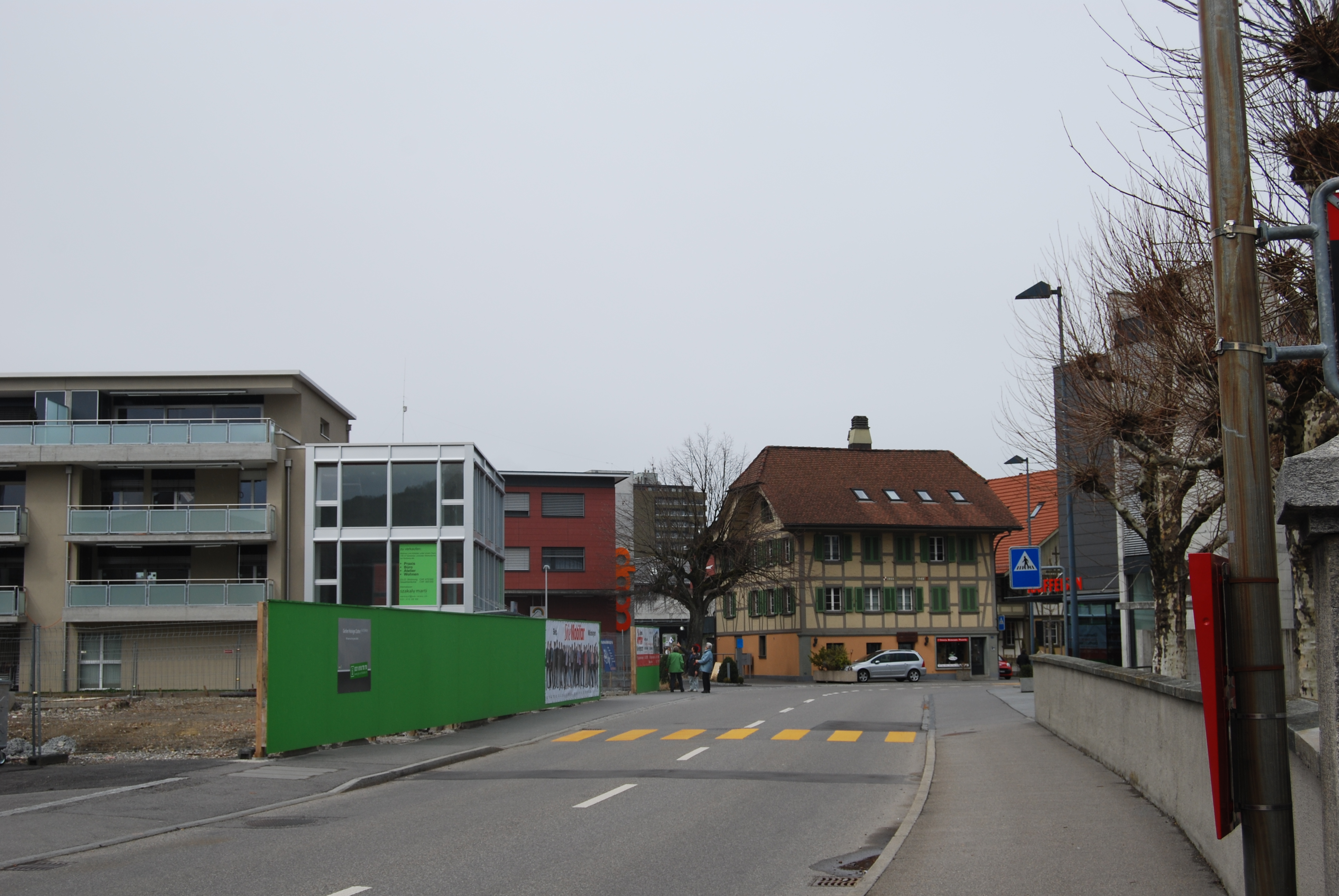
벨프

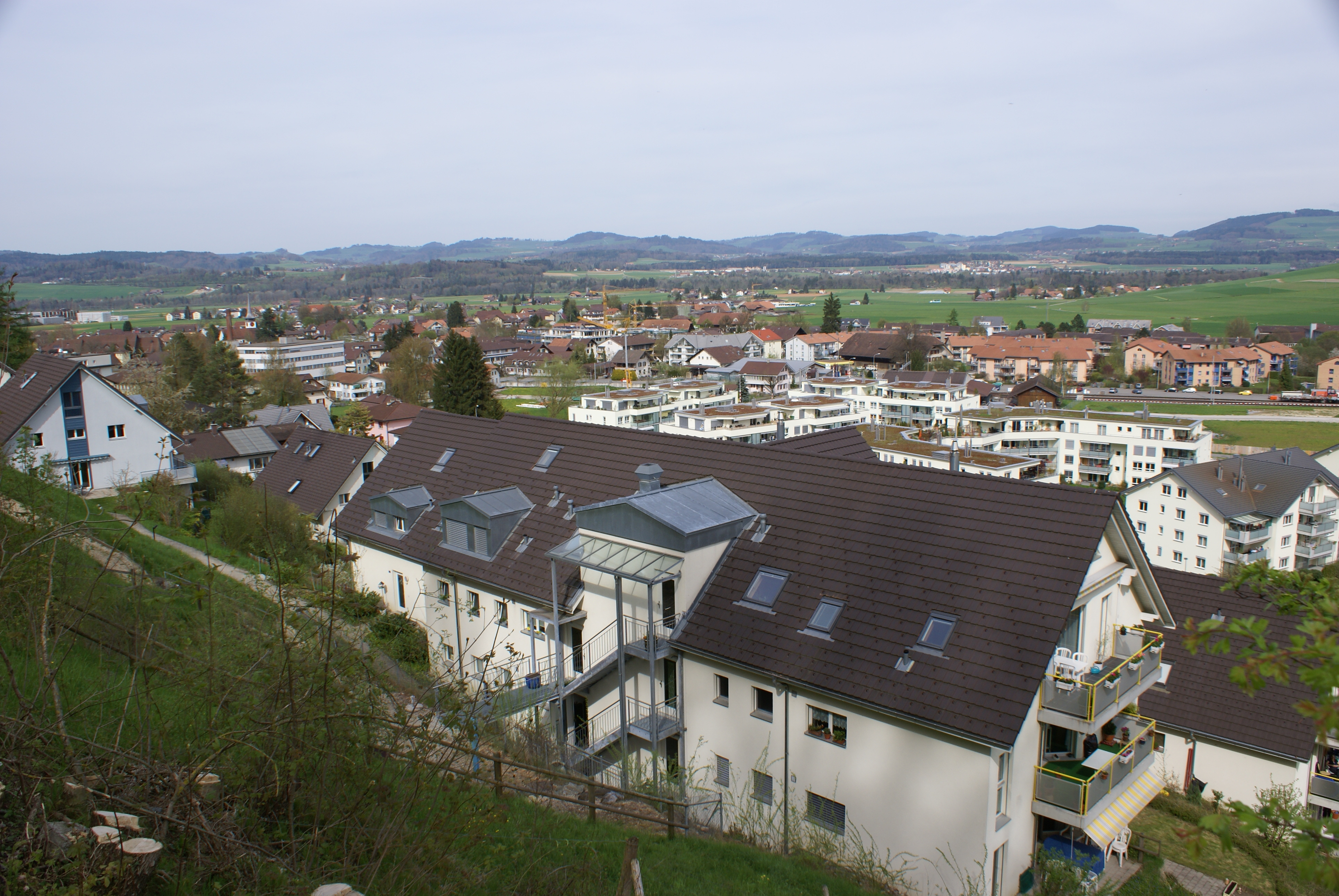
남서쪽에서 본 벨프

벨프의 인구(2020년 12월 기준)는 11,603명이다. 2011년 기준으로 인구의 11.8%가 거주하는 외국인이다. 지난 1년(2010-2011년) 동안 인구는 3.2%의 비율로 변경되었다. 이민은 2.5%, 출생 및 사망은 0.4%를 차지했다.
2000년 기준, 인구 대부분인 8,505명(92.5%)이 독일어를 모국어로 사용하고, 프랑스어가 107명(1.2%)으로 두 번째로 많이 사용하고, 알바니아어가 107명(1.2%)으로 세 번째로 사용된다. 이탈리아어를 할 줄 아는 103명과 로만슈어를 할 줄 아는 사람이 5명 있다.
2008년 기준으로 인구는 남성 48.8%, 여성 51.2%이다. 인구는 4,376명의 스위스 남성(인구의 42.8%)과 608명(5.9%)의 비스위스계 남성으로 구성되었다. 스위스 여성은 4,679명(45.8%), 비스위스계 여성은 558명(5.5%)이었다. 지자체 인구 중 2,500명(약 27.2%)이 벨프에서 태어나 2000년에 그곳에 살았다. 같은 주에서 태어난 3,908명(42.5%)이 있었고, 스위스 다른 곳에서 태어난 1,434명(15.6%)이 있었다. 1,052명(11.4%)이 스위스 이외의 지역에서 태어났다.
2011년 기준으로 아동·청소년(0~19세) 인구가 20.3%, 성인(20~64세)이 62.2%, 노인(64세 이상)이 17.5%를 차지한다.
2000년 기준으로 지자체에 미혼이거나, 독신인 사람은 3,754명이다. 기혼자는 4,468명, 미망인은 492명, 이혼한 사람은 479명이다.
2010년 기준 1인 가구는 1,484가구, 5인 이상 가구는 211가구이다. 2000년 기준으로 상시 분양된 아파트는 총 3,772세대(전체의 93.6%)였으며, 성수기 아파트는 175세대(4.3%), 공실은 84세대(2.1%)였다. 2010년 기준 신규주택 건설률은 인구 1000명당 13세대이다. 2010년 지자체 공실률은 1.26%였다. 2011년에 단독 주택은 지자체 전체 주택의 48.4%를 차지했다.
역사적 인구는 다음 차트에 나와 있다.

### 종교

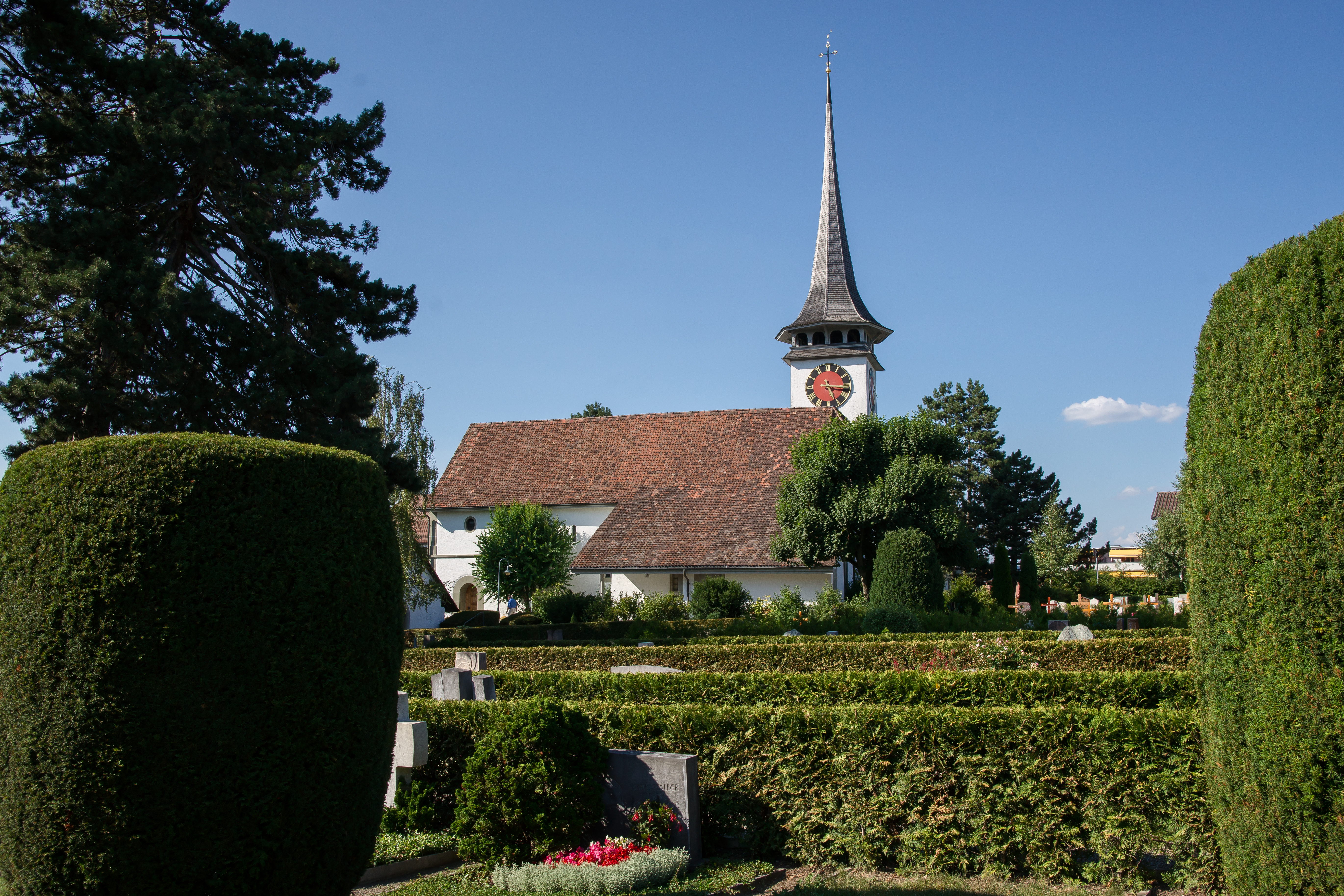
벨프의 스위스 개혁 교회

2000년 인구 조사에서 6,020명(65.5%)이 스위스 개혁 교회에 속했고, 1,277명(13.9%)이 로마 가톨릭에 속해 있었다. 나머지 인구 중 정교회 교인은 75명(인구의 약 0.82%), 크리스찬 가톨릭 교회 교인은 2명(인구의 약 0.02%)이었다. 다른 기독교 교회에 속한 560명(또는 인구의 약 6.09%)도 있었다. 유대인은 9명(인구의 약 0.10%)이었고, 이슬람교도는 307명(인구의 약 3.34%)이었다. 불교도는 22명, 힌두교도는 50명이었으며, 다른 교회에 속한 7인이 있었다. 585명(인구의 약 6.36%)이 교회에 속하지 않고, 불가지론자 또는 무신론자이며, 279명(인구의 약 3.03%)이 질문에 대답하지 않았다.

## 경제

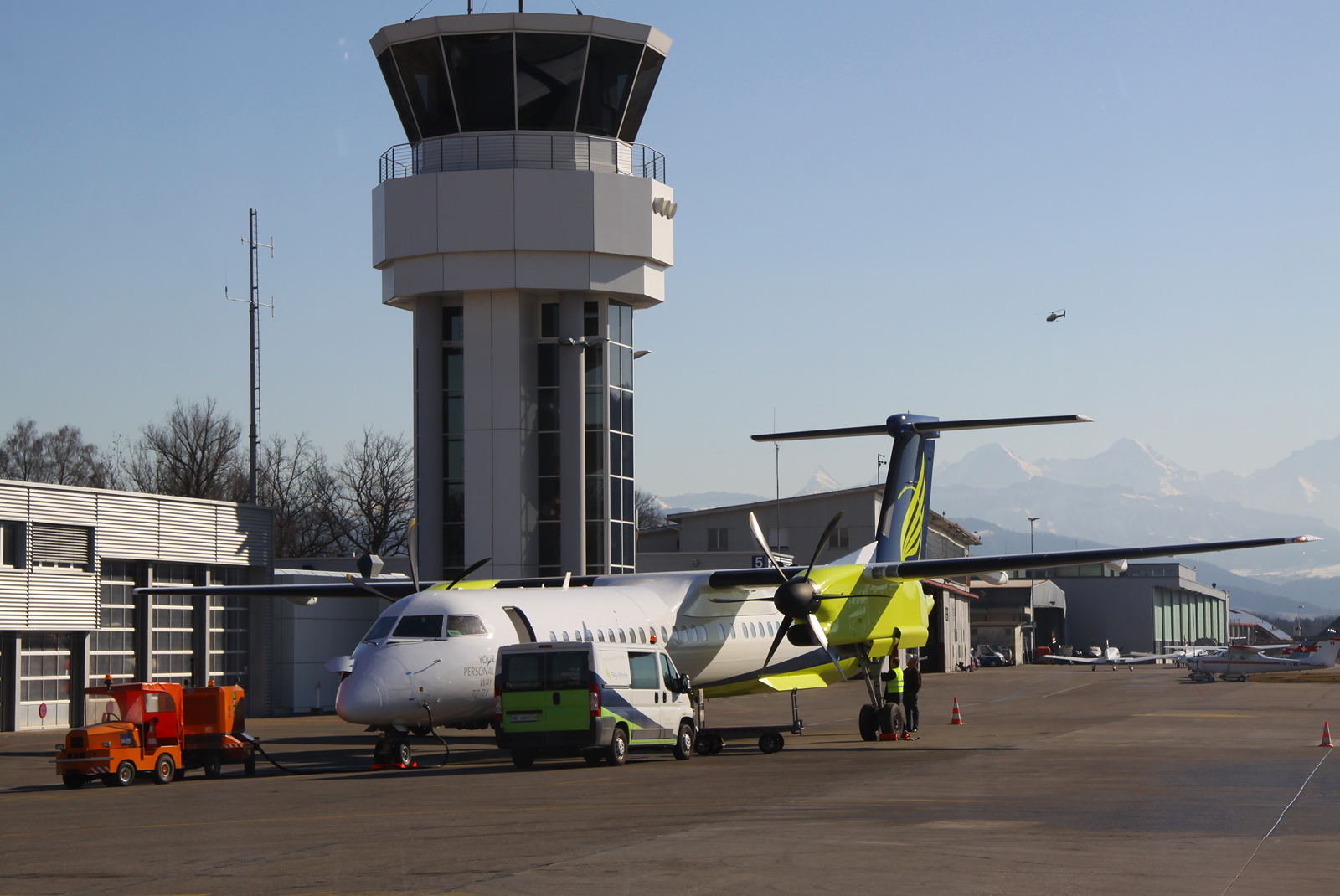
베른-벨프 공항의 관제탑과 스카이 워크 Q400

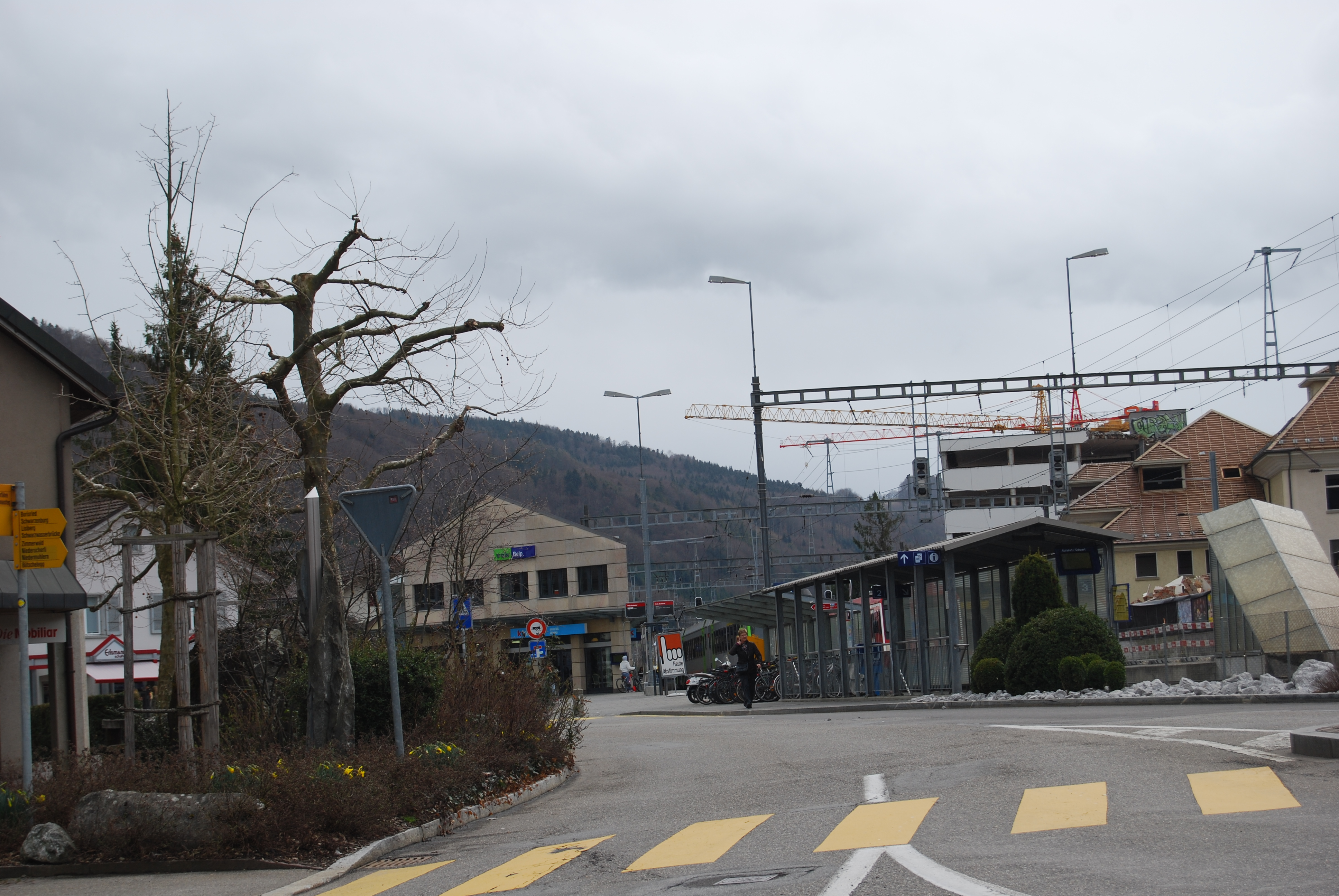
벨프역

Sky Work Airlines는 벨프에 본사를 두고 있다. 헬리스위스(Heliswiss)의 본사는 벨프의 베른 공항 부지에 있으며, SkyWorks는 이전에 공항 부지에 본사를 두고 있었다.

2011년 기준으로 벨프의 실업률은 2.02%이다. 2008년 기준으로 지자체에 고용된 사람은 총 4,372명이다. 이 중 1차 경제 부문에 323명이 고용되었고, 이 부문에 약 85개 기업이 참여했다. 1,147명의 사람들이 2차 부문에 고용되었고, 이 부문에 93개의 기업이 있었다. 2,902명이 3차 부문에 고용되었으며, 이 부문에는 345개의 기업이 있다. 지자체 주민이 5,081명으로 일정 정도 고용되었으며, 그중 여성이 전체 노동력의 44.0%를 차지하였다.
2008년에는 총 3,426명의 정규직이 있었다. 일자리. 1차 부문의 일자리 수는 113개였으며 그 중 108개는 농업, 4개는 임업 또는 목재 생산, 1개는 어업 또는 어업이었다. 2차 산업의 일자리 수는 1,056개로 그 중 제조업이 686개(65.0%), 건설업이 340개(32.2%)였다. 3차 부문의 일자리는 2,257개였다. 3차 부문에서; 760개(33.7%)은 도소매 또는 자동차 수리업, 251개(11.1%)) 상품의 이동 및 보관, 134개(5.9%), 호텔/레스토랑), 78개(3.5%)는 정보산업이었다. 67개(3.0%)가 보험 또는 금융 산업, 190개(8.4%)가 기술 전문가 또는 과학자, 153개(6.8%)가 교육, 403개(17.9%)가 의료 분야였다.
2000년 기준 자치단체로 통근하는 근로자는 2,464명, 출퇴근자는 3,297명이었다. 지자체는 근로자의 순수출 지자체로, 1명이 전입할 때, 약 1.3명의 근로자가 전출하고 떠나고 있다. 벨프에는 총 1,784명의 근로자(시군구 전체 근로자 4,248명 중 42.0%)가 거주하며 근무했다. 근로 인구의 26.8%는 대중교통을 이용하여 출퇴근하고 46%는 자가용을 이용하였다.

2011년 벨프의 150,000 CHF를 버는 기혼 거주자에 대한 평균 지방 및 주 세율은 11.6%이고, 미혼 거주자의 세율은 17%였다. 비교를 위해 같은 해 전체 주의 평균 비율은 14.2%와 22.0%이고, 전국 평균은 각각 12.3%와 21.1%였다.

2009년에 지자체에 총 4,678명의 납세자가 있었다. 그중 1,787명이 연간 75,000CHF 이상을 벌었다. 연간 15,000에서 20,000 사이를 버는 사람이 31명 있었다. 벨프에 있는 75,000 CHF 이상의 그룹의 평균 수입은 115,784 CHF이고, 스위스 전체의 평균은 130,478 CHF였다.
2011년에는 전체 인구의 4.1%가 정부로부터 직접적인 재정 지원을 받았다.

## 교육
벨프에서는 인구의 약 60.8%가 비필수 고등교육을 이수했으며, 19.8%가 추가 고등교육(대학 또는 응용학문대학)을 마쳤다. 인구 조사에 나와 있는 특정 형태의 고등교육을 마친 1,183명 중 69.5%가 스위스 남성, 22.5%가 스위스 여성, 5.3%가 비스위스계 남성, 2.7%가 비스위스계 여성이었다.
베른주의 학교 시스템은 1년의 비의무 유치원, 6년의 초등학교를 제공한다. 이후 3년 동안의 의무적 중학교 과정을 거쳐 학생을 능력과 적성에 따라 구분한다. 중학교 이하 학생들은 추가 교육을 받거나 견습 과정에 들어갈 수 있다.
2011-2012학년도 동안 벨프의 수업에 다니는 총 1,161명의 학생이 있었다. 지자체에는 총 140명의 학생이 있는 8개의 유치원 수업이 있었다. 유치원생 중 20.0%는 스위스의 영주권 또는 임시 거주자(시민권 아님)였으며 11.4%는 교실 언어와 다른 모국어를 사용한다. 지자체에는 31개의 초등 학급과 602명의 학생이 있었다. 초등학생 중 16.3%는 스위스의 영주권 또는 임시 거주자(시민권 아님)였으며, 14.3%는 교실 언어와 다른 모국어를 사용한다. 같은 해에 총 411명의 학생이 있는 22개의 중학교가 있었다. 스위스의 영주권 또는 임시 거주자(시민이 아님)인 10.5%가 있었고, 6.3%는 교실 언어와 다른 모국어를 사용했다.
2000년 기준으로, 지자체의 모든 학교에 다니는 총 949명의 학생이 있다. 그중 876명은 지자체에 거주하여 학교에 다녔고, 73명의 학생은 다른 지자체에서 왔다. 같은 해에 371명의 주민들이 시외 학교에 다녔다.
벨프는 벨프 시립도서관(Gemeindebibliothek Belp)의 본거지이다. 도서관은 (2008년 현재) 13,040권의 책 또는 기타 매체를 보유하고 있으며 같은 해에 79,886권을 대출했다. 그해에는 주당 평균 18시간씩 총 312일을 열었다.

## 국가중요문화재
공항의 Bider-Hangar와 Oberried Estate는 국가적으로 중요한 스위스 문화유산으로 등재되어 있다.

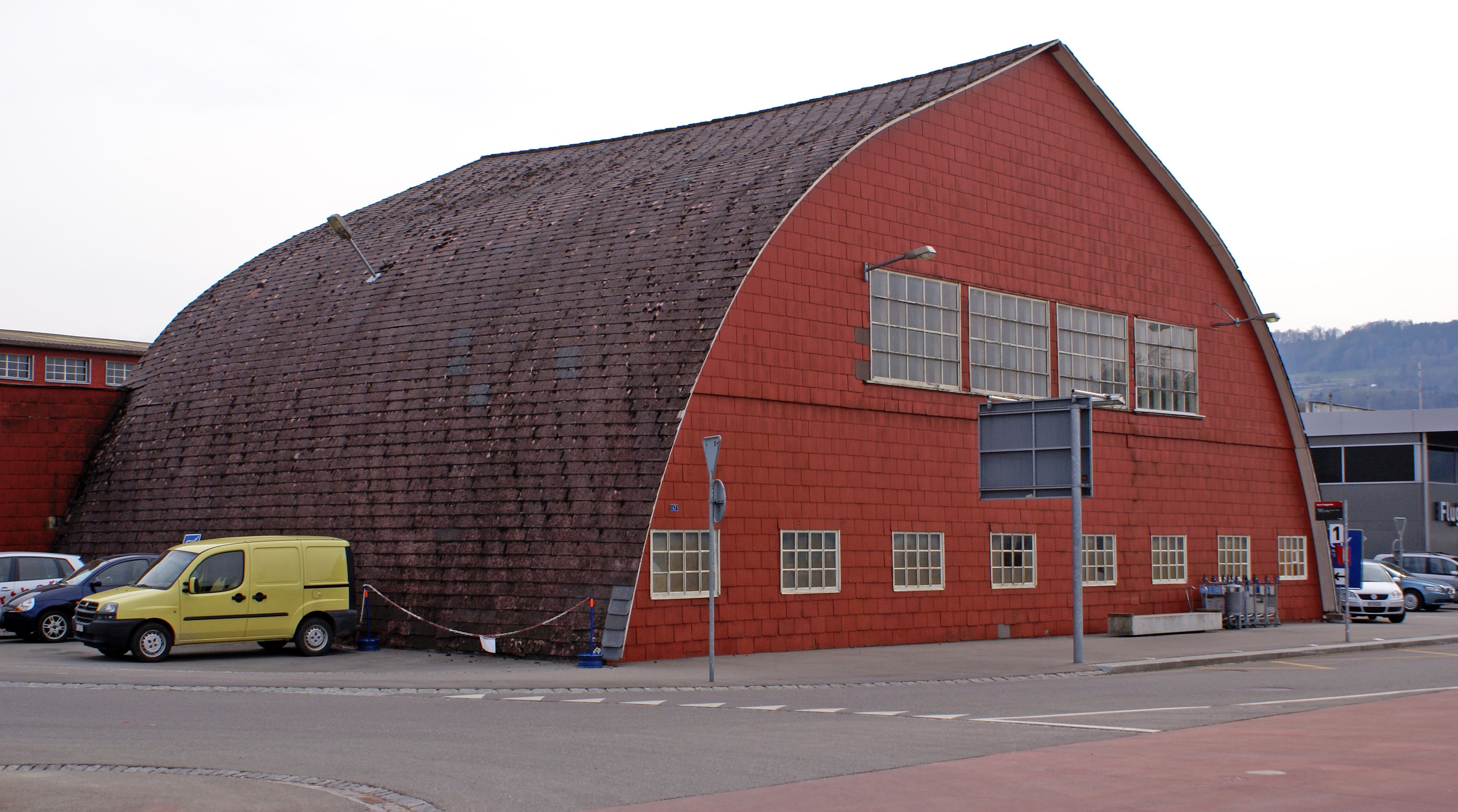
Bider Hangar
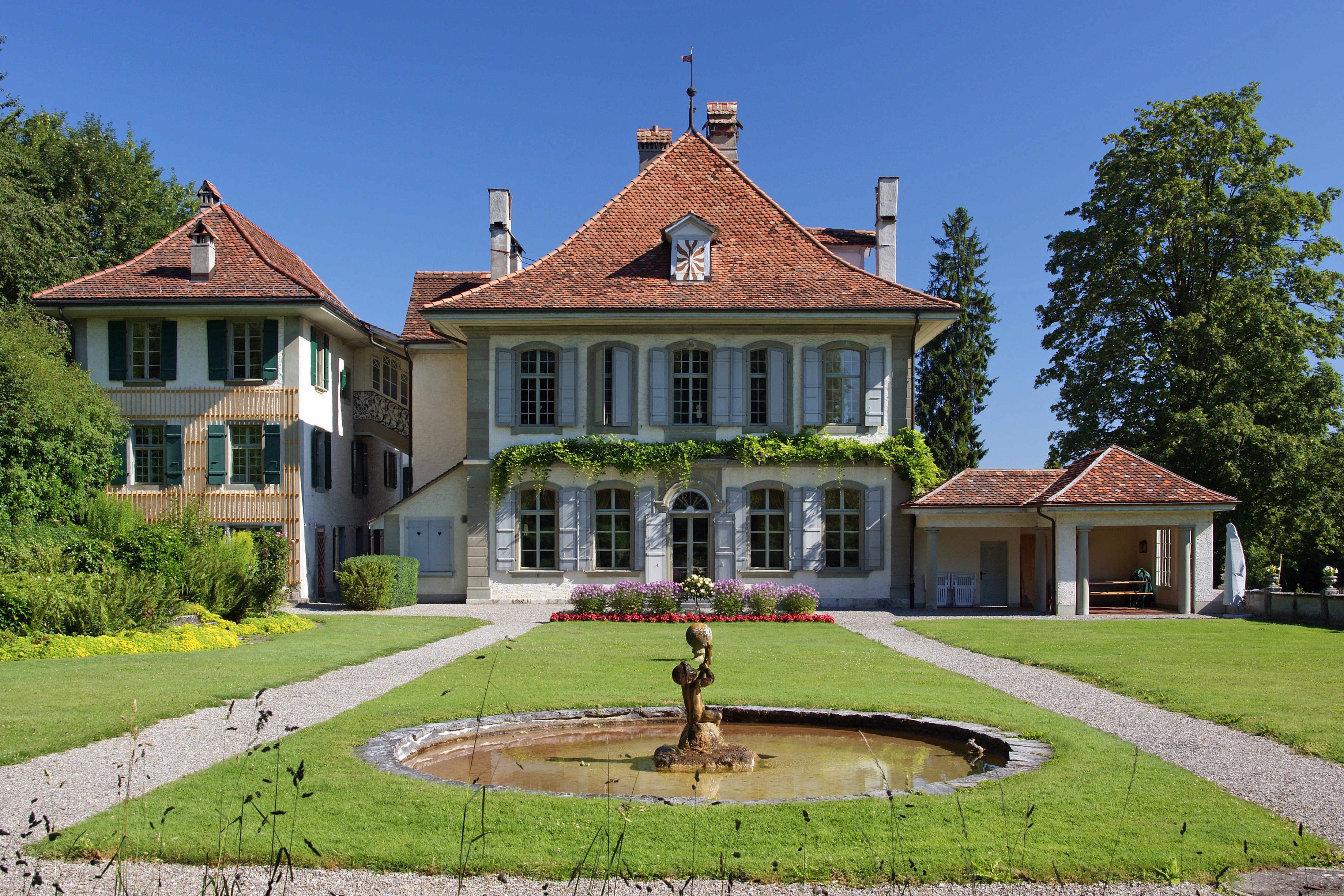
Oberried Estate

## 문화

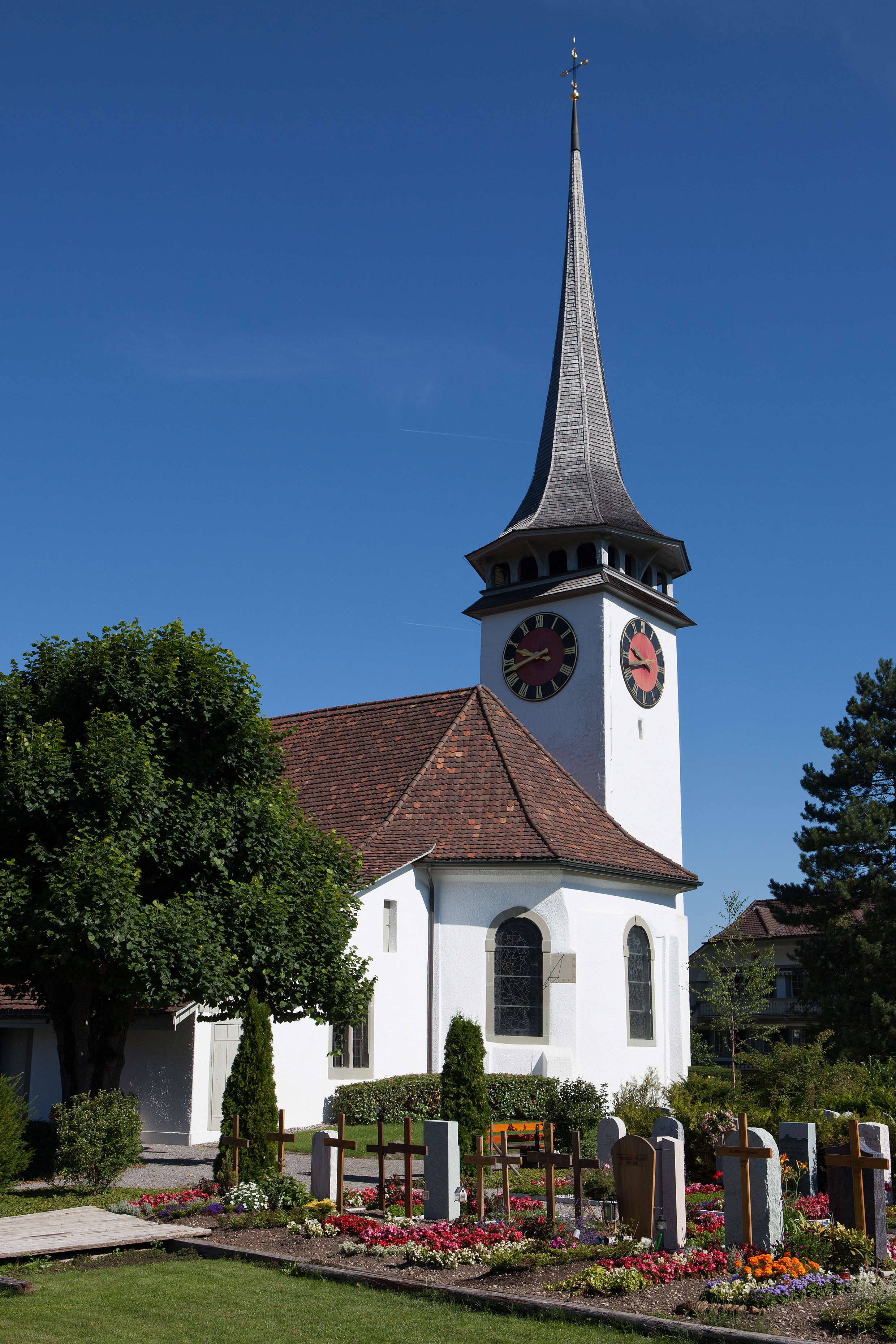
개혁 교회
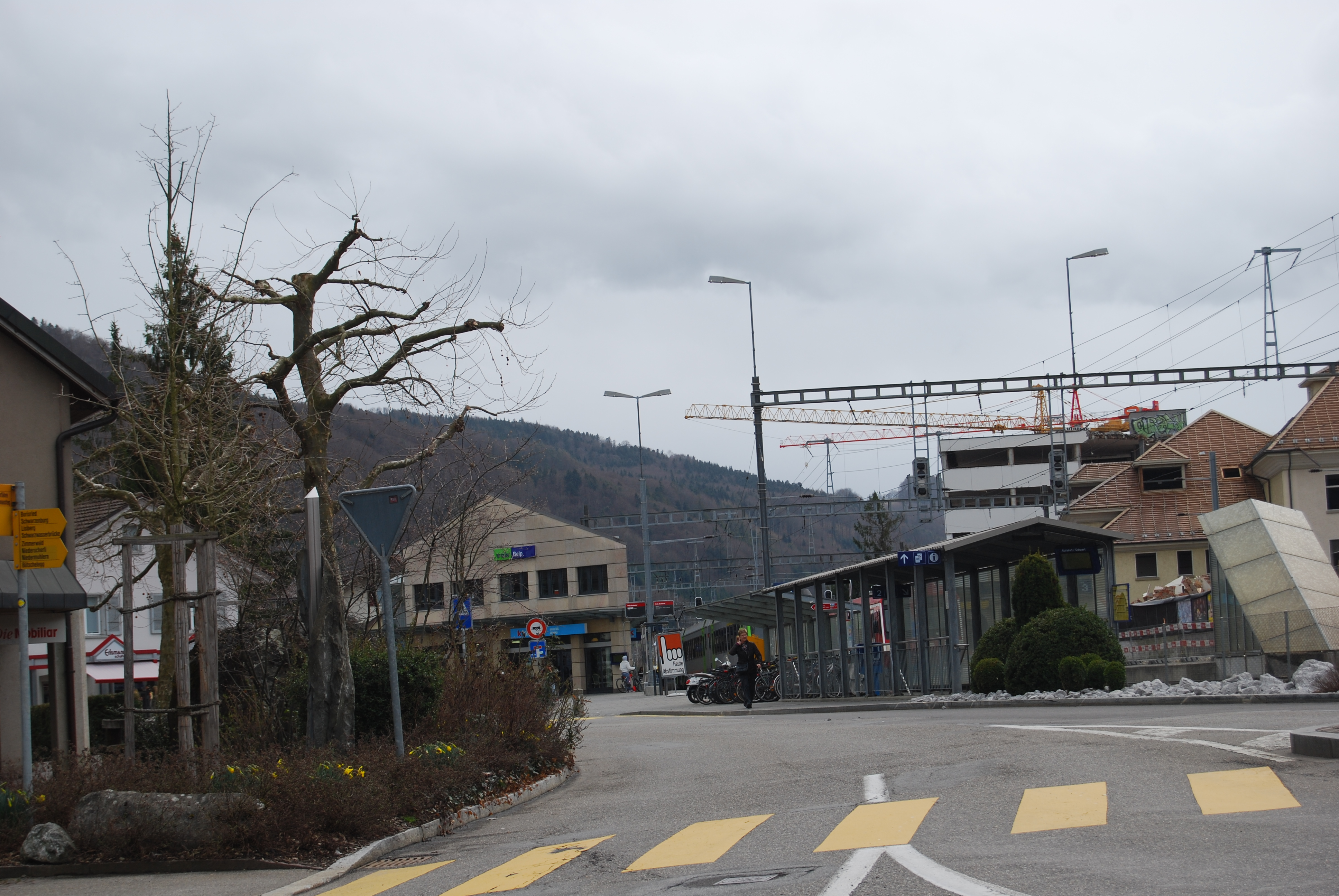
벨프역
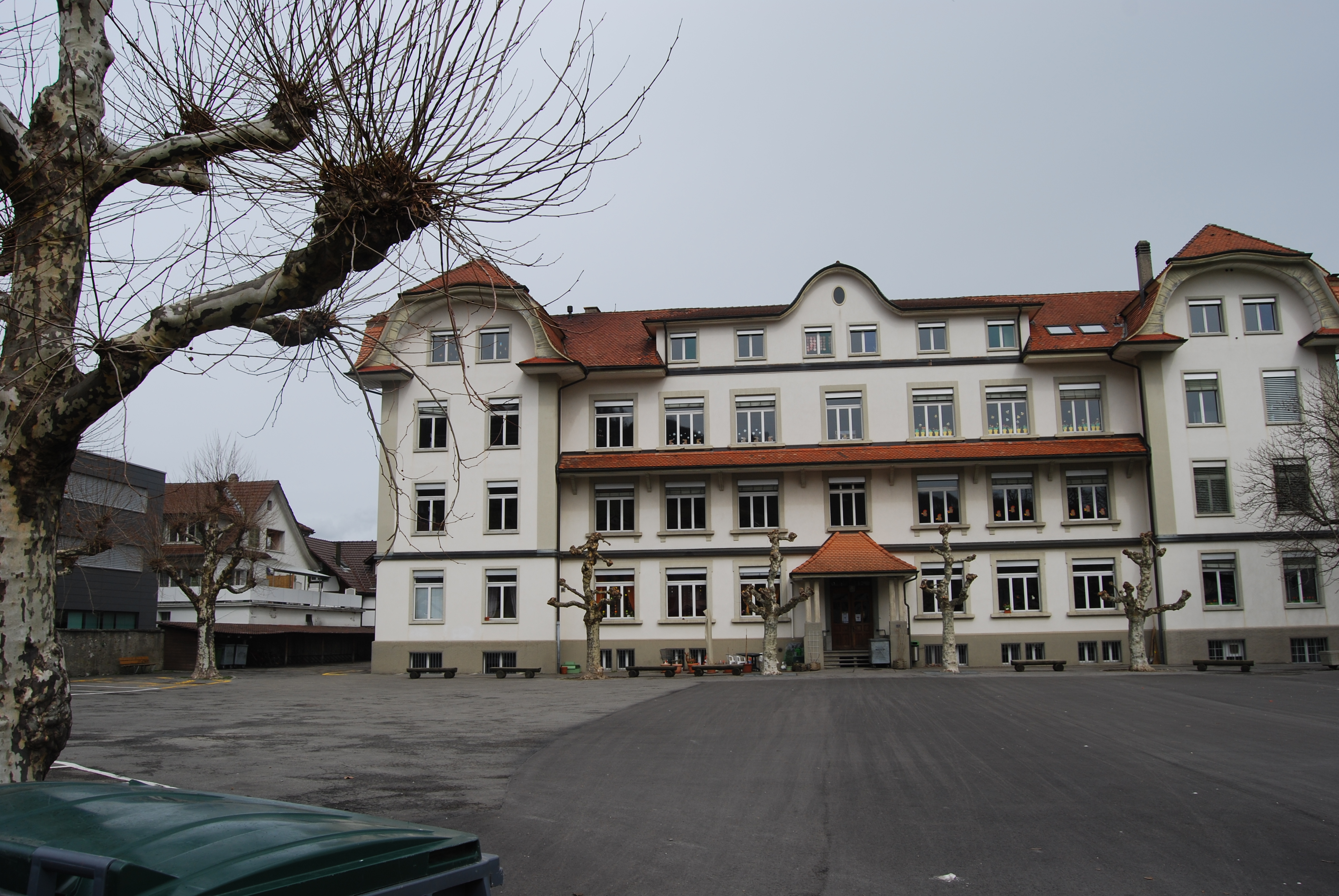
학교
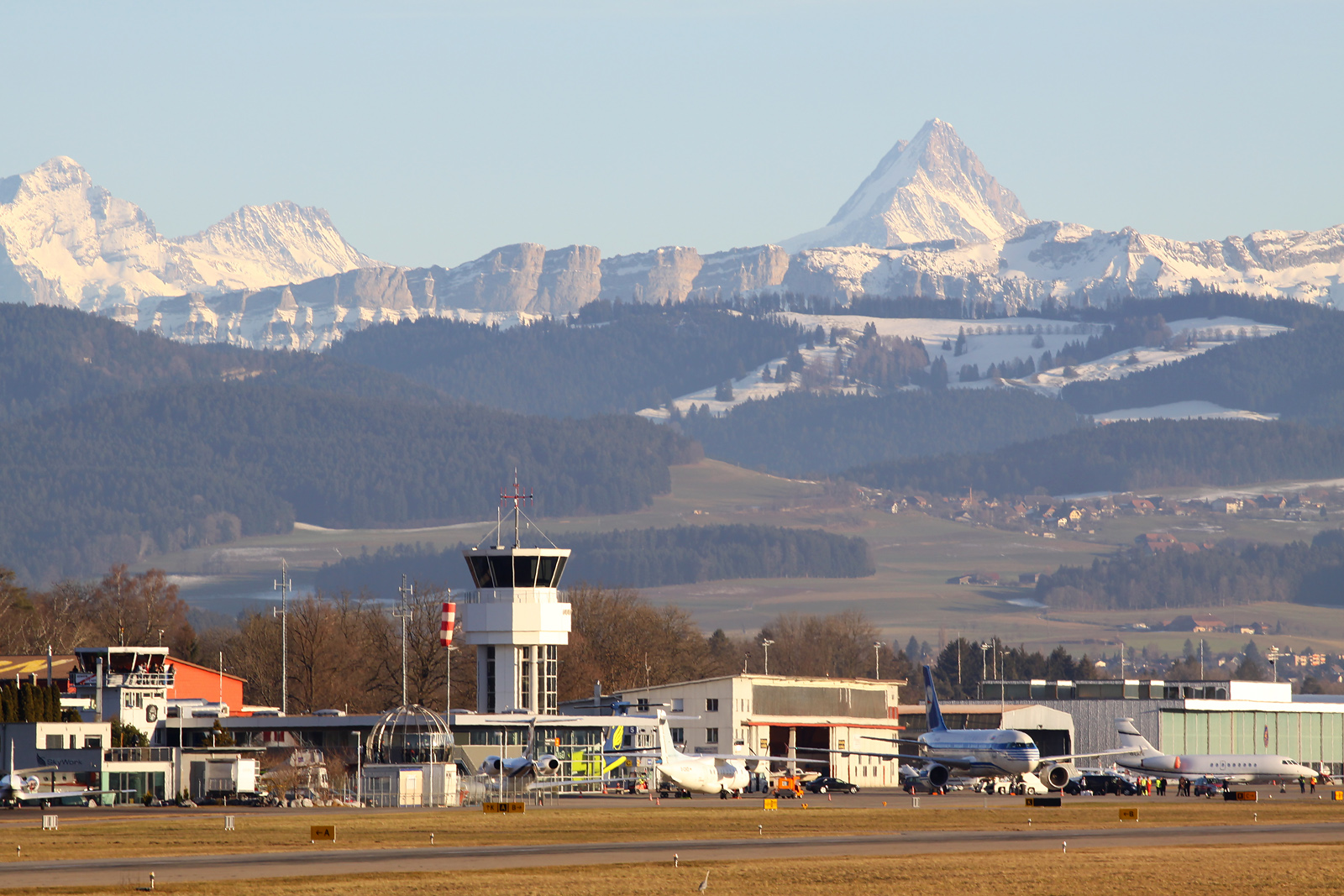
베른-벨프 공항
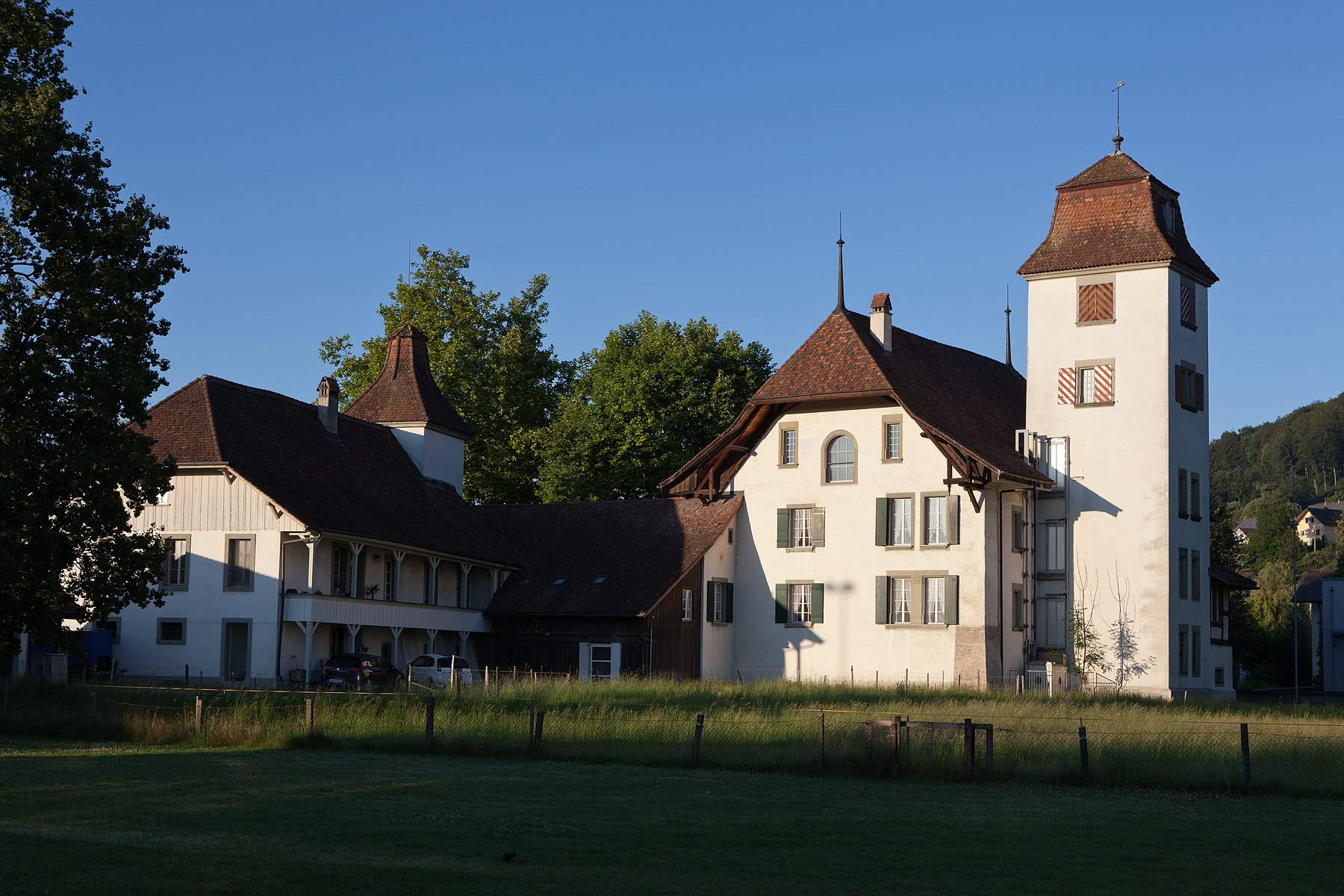
벨프성, Nordansicht
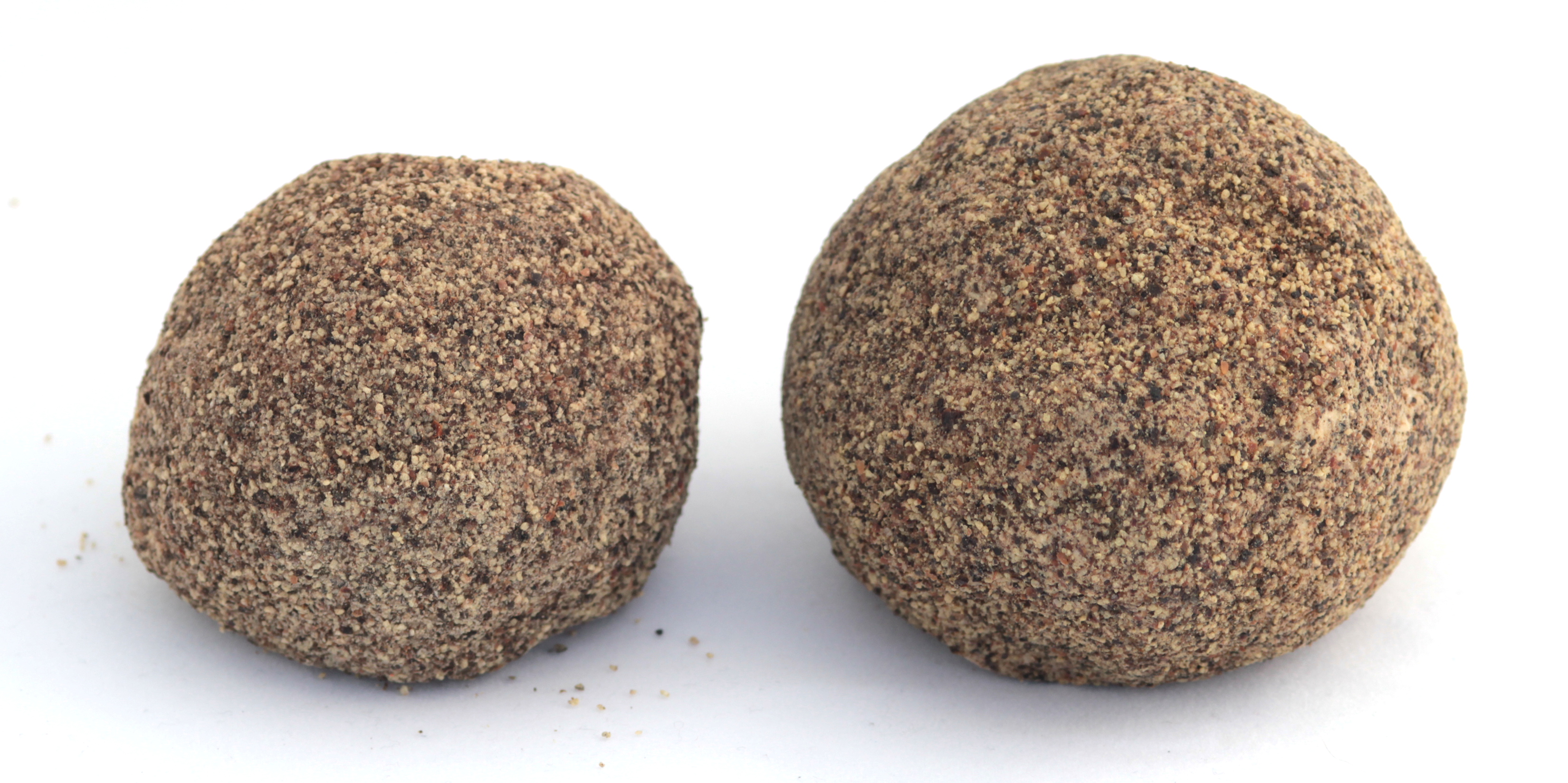
벨퍼 놀레